# Хьюртер, Кевин
Кевин Хьюртер (англ. Kevin Huerter ; род. 27 августа 1998 года, Олбани, Нью-Йорк, США) — американский профессиональный баскетболист, выступающий за команду НБА «Чикаго Буллз». Играет на позиции атакующего защитника.

## Студенческая карьера

### Мэриленд Террапинс
Хьюртер выбрал Мэриленд среди более 20-и университетов, предлагавших ему стипендию. В дебютном сезоне набирал в среднем 9,3 очка за игру и делал 4,9 подбора. После первого сезона был вызван в Юношескую сборную США для принятия участия в чемпионате мира по баскетболу среди юношей 2017, где команда из США заняла третье место.
На втором курсе Кевин улучшил свои статистические показатели, набирая в среднем 14,8 очков и делая 5,0 подборов.

## Карьера в НБА

### Атланта Хокс (2018—2022)
21 июня 2018 года Кевин Хьюртер был выбран под общим 19-м номером командой «Атланта Хокс» на Драфте НБА и 1 июля подписал с командой контракт. 11 января 2019 года Хьюртер набрал рекордные 29 очков в победном матче против «Филадельфия Севенти Сиксерс» (123—121). По итогам сезона 2018/2019 был выбран во вторую сборную новичков НБА.

### Сакраменто Кингз (2022—2025)
6 июля 2022 года Хьюртер был обменян в «Сакраменто Кингз» на Мориса Харклесса, Джастина Холидея и будущий выбор первого раунда драфта НБА. 19 октября Хьюртер дебютировал в составе «Кингз», набрав 23 очка, три подбора и две передачи в матче против «Портленд Трэйл Блэйзерс».

### Чикаго Буллз (2025—настоящее время)
3 февраля 2025 года Хьюртер был отдан в «Чикаго Буллз» в обмен на Зака Лавина и выбор во втором раунде драфта 2028 года, в сделке также участвовал «Сан-Антонио Спёрс».

## Статистика

### Статистика в НБА
| Сезон                                                                                    | Команда    | Регулярный сезон | Регулярный сезон | Регулярный сезон | Регулярный сезон | Регулярный сезон | Регулярный сезон | Регулярный сезон | Регулярный сезон | Регулярный сезон | Регулярный сезон | Регулярный сезон | Серия плей-офф | Серия плей-офф | Серия плей-офф | Серия плей-офф | Серия плей-офф | Серия плей-офф | Серия плей-офф | Серия плей-офф | Серия плей-офф | Серия плей-офф | Серия плей-офф |
| Сезон                                                                                    | Команда    | GP               | GS               | MPG              | FG%              | 3P%              | FT%              | RPG              | APG              | SPG              | BPG              | PPG              | GP             | GS             | MPG            | FG%            | 3P%            | FT%            | RPG            | APG            | SPG            | BPG            | PPG            |
| ---------------------------------------------------------------------------------------- | ---------- | ---------------- | ---------------- | ---------------- | ---------------- | ---------------- | ---------------- | ---------------- | ---------------- | ---------------- | ---------------- | ---------------- | -------------- | -------------- | -------------- | -------------- | -------------- | -------------- | -------------- | -------------- | -------------- | -------------- | -------------- |
| 2018/19                                                                                  | Атланта    | 75               | 59               | 27,3             | 41,9             | 38,5             | 73,2             | 3,3              | 2,9              | 0,9              | 0,3              | 9,7              | Не участвовал  | Не участвовал  | Не участвовал  | Не участвовал  | Не участвовал  | Не участвовал  | Не участвовал  | Не участвовал  | Не участвовал  | Не участвовал  | Не участвовал  |
| 2019/20                                                                                  | Атланта    | 56               | 48               | 31,4             | 41,3             | 38,0             | 82,8             | 4,1              | 3,8              | 0,9              | 0,5              | 12,2             | Не участвовал  | Не участвовал  | Не участвовал  | Не участвовал  | Не участвовал  | Не участвовал  | Не участвовал  | Не участвовал  | Не участвовал  | Не участвовал  | Не участвовал  |
| 2020/21                                                                                  | Атланта    | 69               | 49               | 30,8             | 43,2             | 36,3             | 78,1             | 3,3              | 3,5              | 1,2              | 0,3              | 11,9             | 18             | 10             | 31,0           | 42,8           | 34,7           | 70,6           | 3,8            | 2,8            | 0,8            | 0,9            | 11,1           |
| 2021/22                                                                                  | Атланта    | 74               | 60               | 29,6             | 45,4             | 38,9             | 80,8             | 3,4              | 2,7              | 0,7              | 0,4              | 12,1             | 5              | 5              | 30,7           | 36,2           | 29,0           | 75,0           | 3,0            | 3,8            | 1,2            | 0,6            | 9,2            |
| 2022/23                                                                                  | Сакраменто | 75               | 75               | 29,4             | 48,5             | 40,2             | 72,5             | 3,3              | 2,9              | 1,1              | 0,3              | 15,2             | 7              | 7              | 26,2           | 34,7           | 20,5           | 75,0           | 4,4            | 1,1            | 0,4            | 1,3            | 9,1            |
| 2023/24                                                                                  | Сакраменто | 64               | 59               | 24,4             | 44,3             | 36,1             | 76,6             | 3,5              | 2,6              | 0,7              | 0,4              | 10,2             | Не участвовал  | Не участвовал  | Не участвовал  | Не участвовал  | Не участвовал  | Не участвовал  | Не участвовал  | Не участвовал  | Не участвовал  | Не участвовал  | Не участвовал  |
|                                                                                          | Всего      | 413              | 350              | 28,8             | 44,4             | 38,2             | 76,6             | 3,5              | 3,0              | 0,9              | 0,3              | 11,9             | 30             | 22             | 29,8           | 39,8           | 30,3           | 72,4           | 3,8            | 2,6            | 0,8            | 0,9            | 10,3           |
| Наведите курсор мыши на аббревиатуры в заголовке таблицы, чтобы прочесть их расшифровку. |            |                  |                  |                  |                  |                  |                  |                  |                  |                  |                  |                  |                |                |                |                |                |                |                |                |                |                |                |

### Статистика в NCAA
| Сезон | Команда  | Conf    | Class | GP | GS | MPG  | FG%  | 3P%  | FT%  | RPG | APG | SPG | BPG | PPG  |
| --- | -------- | ------- | ----- | -- | -- | ---- | ---- | ---- | ---- | --- | --- | --- | --- | ---- |
| 2016/17 | Мэриленд | Big Ten | FR    | 33 | 33 | 29,4 | 42,0 | 37,1 | 71,4 | 4,9 | 2,7 | 1,0 | 0,7 | 9,3  |
| 2017/18 | Мэриленд | Big Ten | SO    | 32 | 32 | 34,4 | 50,3 | 41,7 | 75,8 | 5,0 | 3,4 | 0,6 | 0,7 | 14,8 |
| Всего | Всего    | Всего   | Всего | 65 | 65 | 31,9 | 46,6 | 39,4 | 74,8 | 5,0 | 3,0 | 0,8 | 0,7 | 12,0 |
| Наведите курсор мыши на аббревиатуры в заголовке таблицы, чтобы прочесть их расшифровку Статистика приведена с сайта sports-reference.com |          |         |       |    |    |      |      |      |      |     |     |     |     |      |